# Vogelsmühle
Vogelsmühle ist ein Ort und Stadtteil von Radevormwald im Oberbergischen Kreis im nordrhein-westfälischen Regierungsbezirk Köln in Deutschland.

## Lage und Beschreibung
Er gehört zu den so genannten Wupperortschaften und liegt zwischen Dahlhausen und Dahlerau. In dem historischen Ort stehen mehrere Gebäude unter Denkmalschutz (siehe Liste unten). Die Katholische Kirchengemeinde St. Josef hat ihre Kirche ebenfalls in Vogelsmühle und trägt unter anderem den Namen des Ortes. Der Kirchenbau befindet sich in unmittelbarer Grenze zur Ortschaft Keilbeck.

## Geschichte
Im Jahr 1804 gab es in Vogelsmühle die Hensenhämmer, eine Wasserkraftanlage für zwei Reckeisenhämmer und eine Walkmühle. Aus dieser entwickelte sich später eine bedeutende Industrieansiedlung, nachdem die Lenneper Tuchfabrikanten Johann Peter Schürmann & Schröder zwei Drittel des Geländes im Jahr 1815 erwerben. 1830 gelingt es ihnen auch noch das restliche Drittel durch Grundstückstausch mit Adolph Bauendahl, der seinen Standort in Dahlhausen ausbauen will, in Besitz zu nehmen. Ähnlich wie in Dahlerau fällt auch hier die Tuchfabrik in Fachwerkbauweise einem Brand zum Opfer und 1860 wird die Fabrik als Bruchsteingebäude neu errichtet. Für die zahlreich benötigten Arbeitskräfte entstehen in der Nachbarschaft eine Vielzahl von Arbeiterwohnhäusern.
Besaß der Ort im Jahr 1815/16 noch 26 Einwohner, so wächst diese Zahl rasch im Lauf des 19. Jahrhunderts an. 1832 gehörte der Ort zum Kirchspiel Remlingrade des ländlichen Außenbezirks der Bürgermeisterei Radevormwald. Der laut der Statistik und Topographie des Regierungsbezirks Düsseldorf als Tuchmacherfabrik kategorisierte Ort besaß zu dieser Zeit drei Wohnhäuser und vier Fabriken und Mühlen. Zu dieser Zeit lebten 136 Einwohner im Ort, 67 katholischen und 69 evangelischen Glaubens. 1888 sind in dem Gemeindelexikon der Rheinprovinz 18 Wohnhäuser mit 641 Einwohnern verzeichnet.

## Häuser in Vogelsmühle unter Denkmalschutz
- Vogelsmühle 12: Dort war eine Gaststätte untergebracht.
- Vogelsmühle 13 – 17, das Fabrikgebäude der ehemaligen Tuchfabrik Peter Schürmann & Schröder.
- Vogelsmühle Die Hausnummern 2, 3/5 sowie 18–20, sowie Wuppertalstraße 45–63 sind alles Arbeiter-Wohnhäuser.

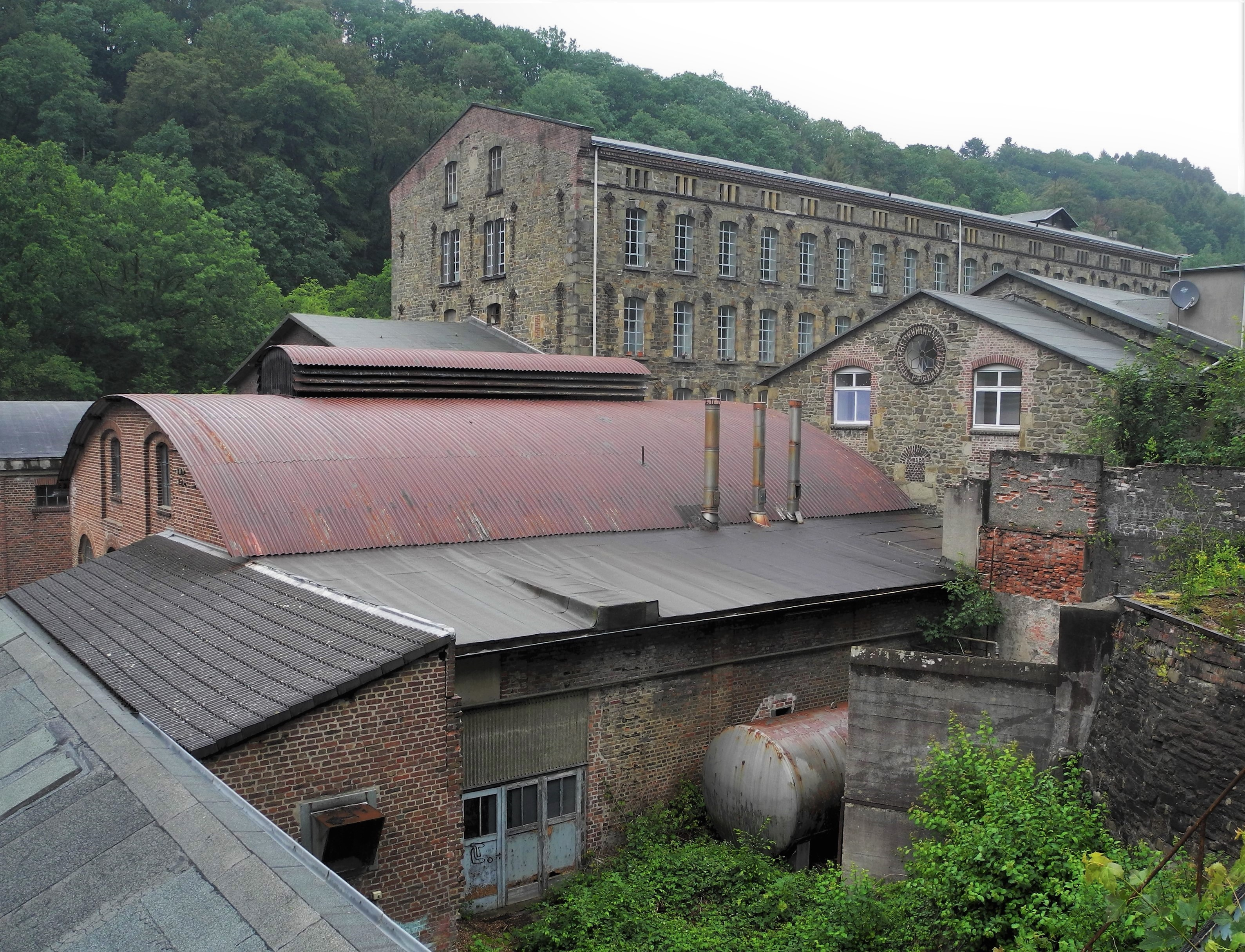
Tuchfabrik Peter Schürmann & Schröder
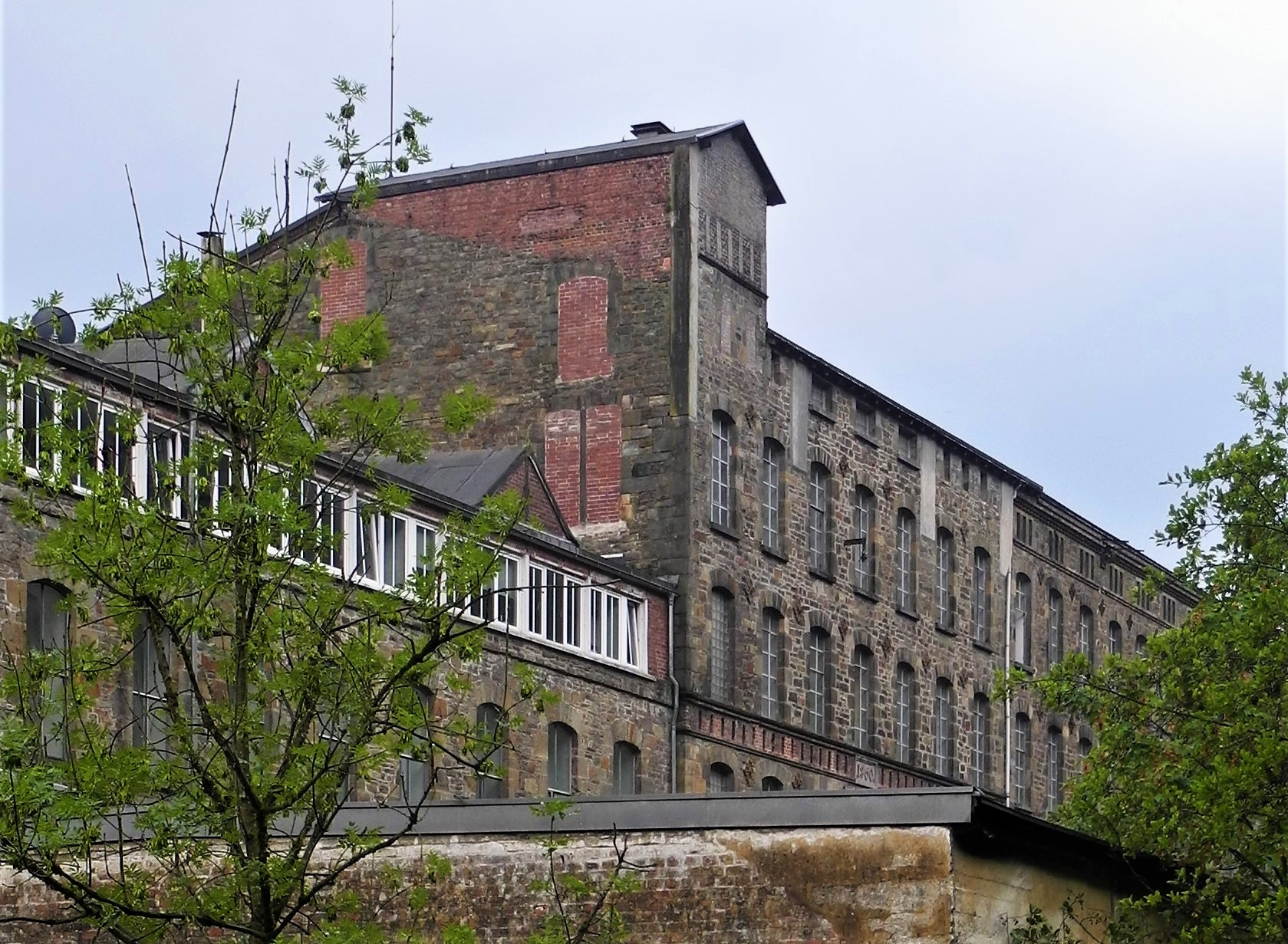
Tuchfabrik Peter Schürmann & Schröder
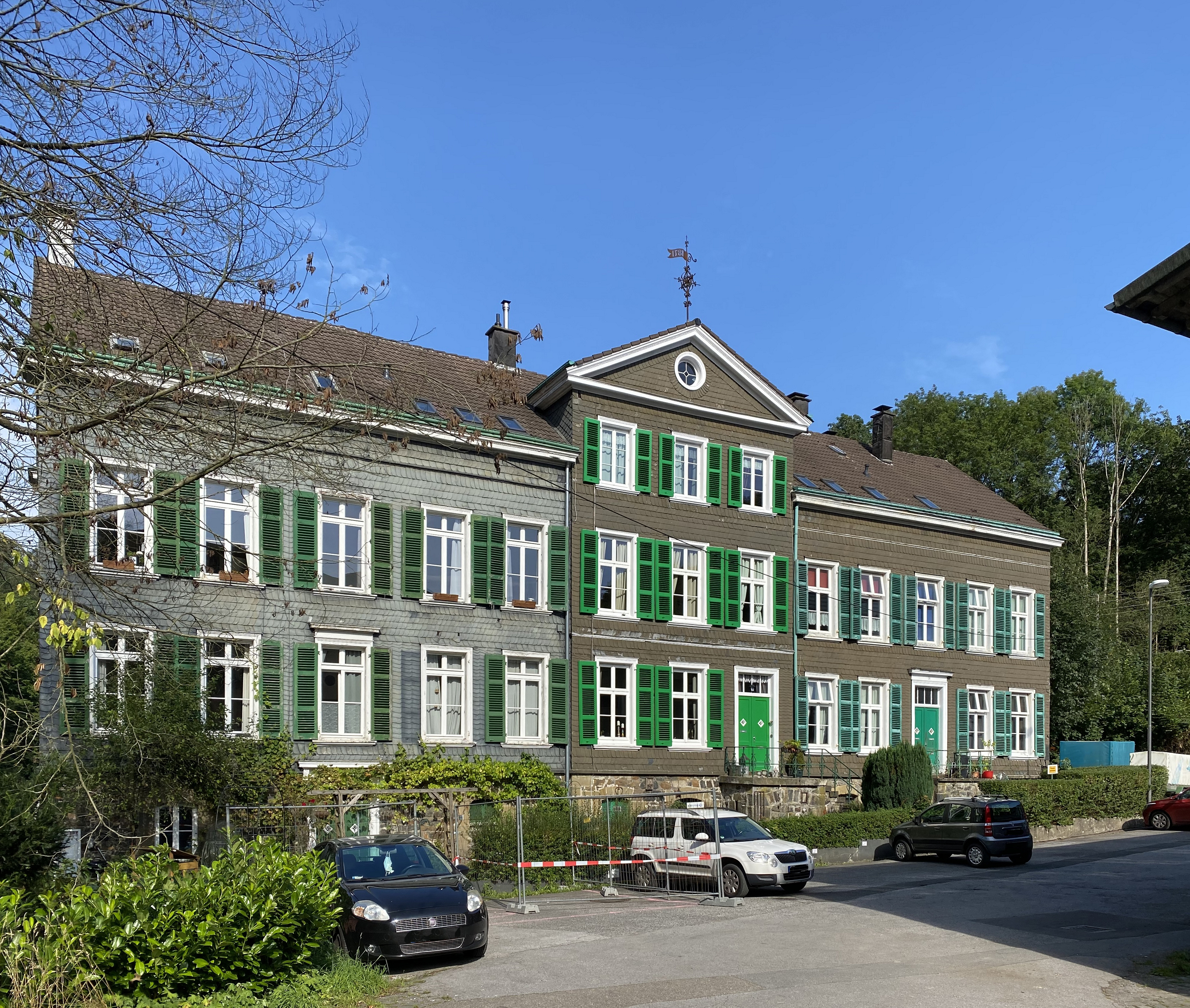
Arbeiterhaus Vogelsmühle 18–20
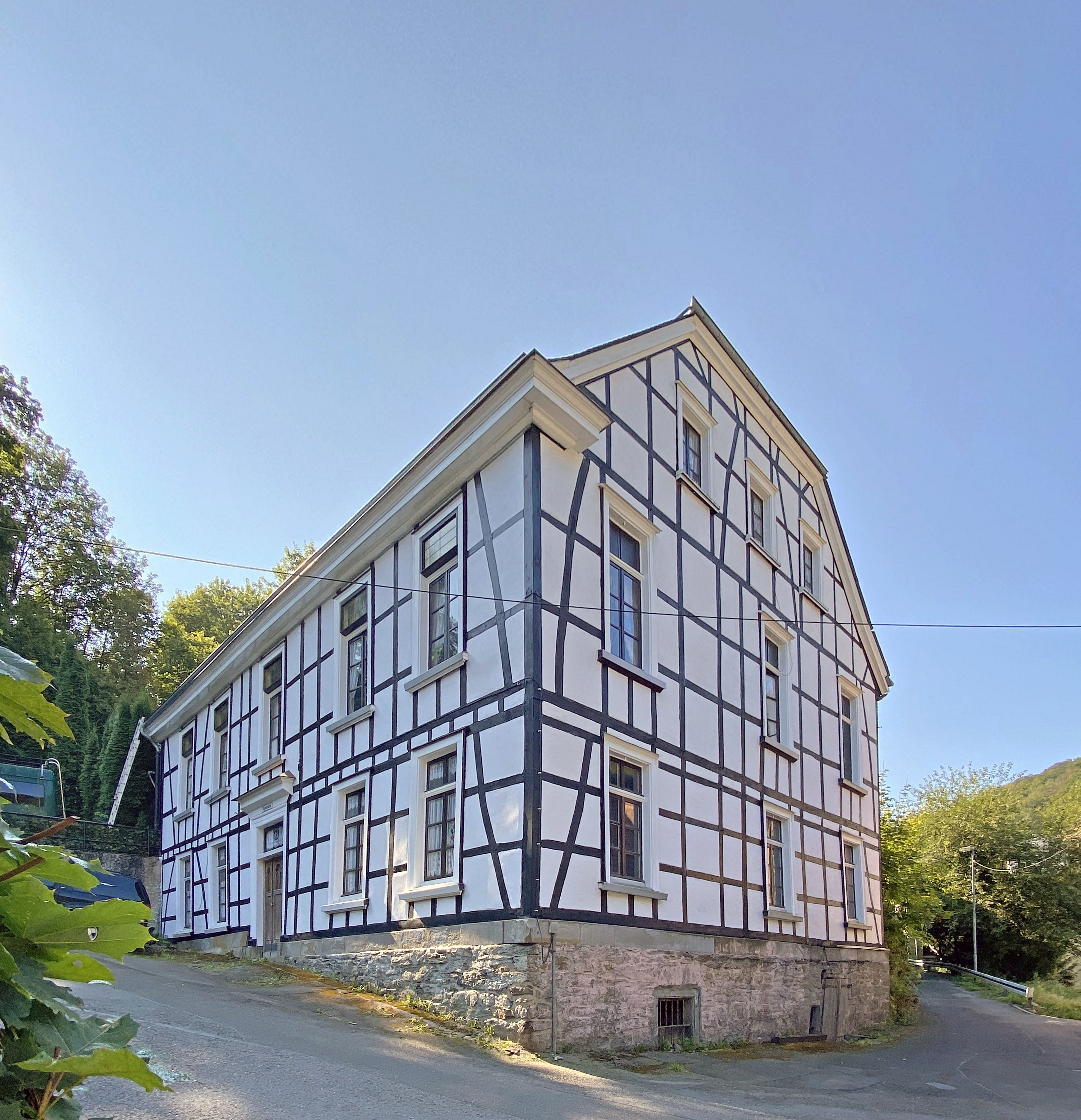
ehem. Gaststätte Vogelsmühle 12
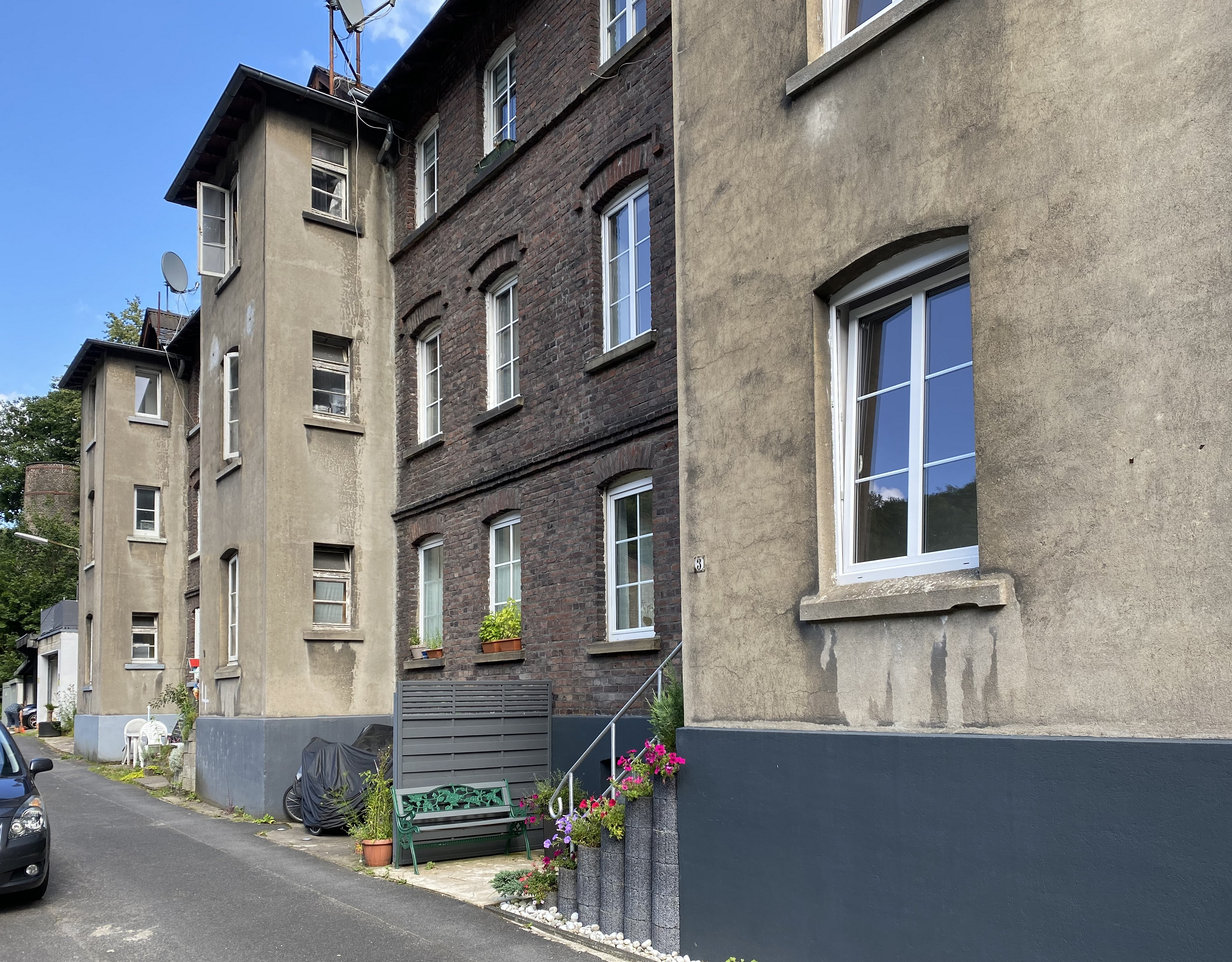
Arbeiterhäuser Vogelsmühle 3-4-5
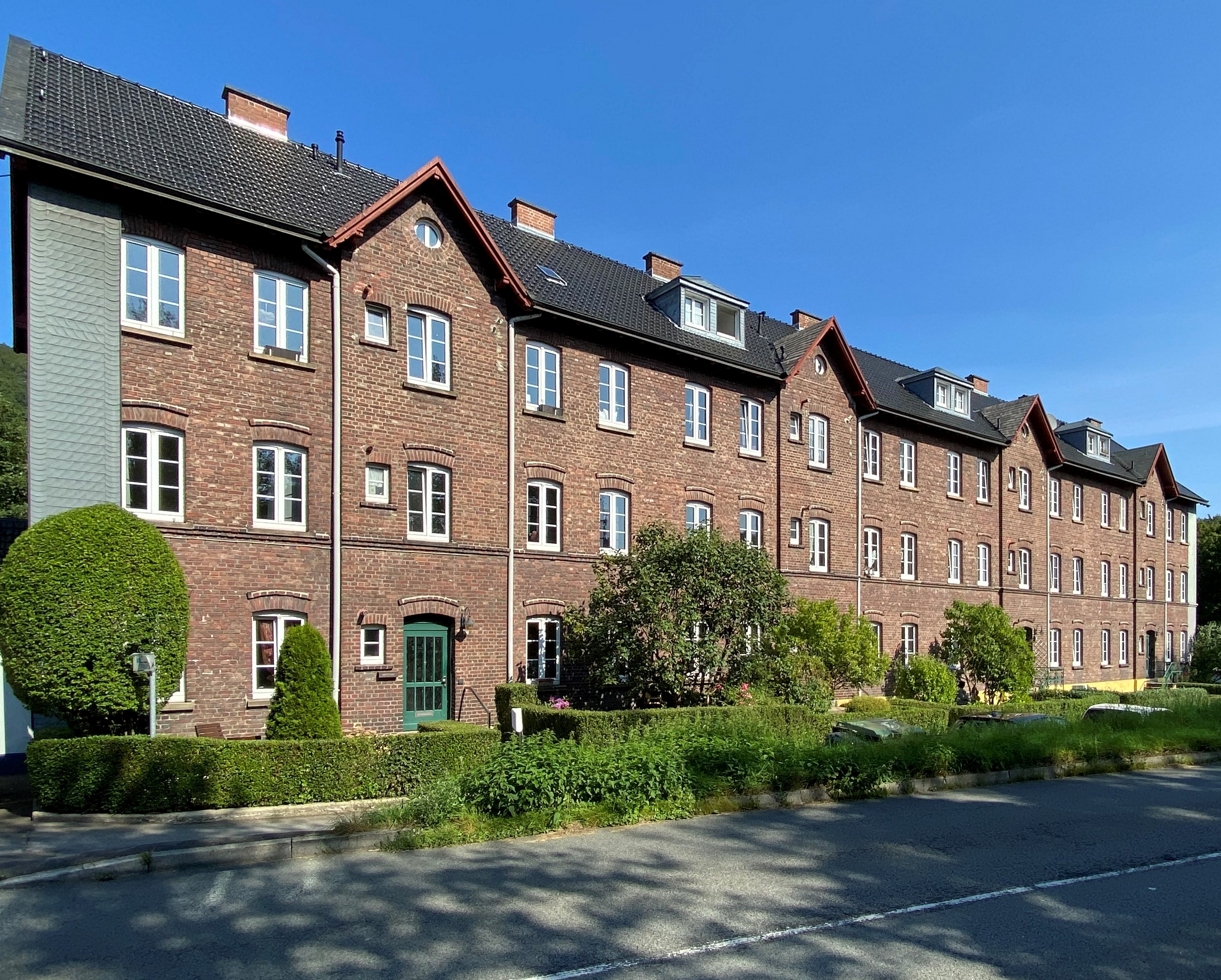
Werkswohnungen an der Wuppertalstraße 57–63

## Wuppermarkt

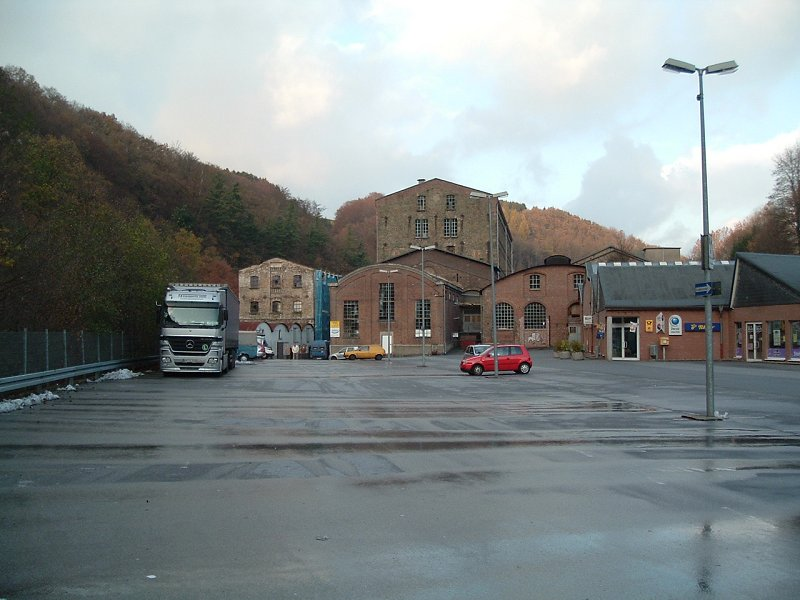
Blick vom Wuppermarkt auf das Fabrikgelände; das linke Gebäude wurde 2010 abgerissen

Der im Jahr 1996 entstandene Wuppermarkt ist das Zentrum für die Nahversorgung der Wohnbevölkerung. Er besteht aus einem Ensemble von Einzelhandelsgeschäften, das mit einem großzügigen Parkplatz ausgestattet wurde. Der Wuppermarkt wurde auf dem Werksgelände der ehemaligen Textilfabrik Schürmann und Schröder angesiedelt, um einem weiteren Verfall der Strukturen entgegenzuwirken. Im April 2004 kamen Statiker zu dem Ergebnis, dass ein kleiner Teil der Fabrikanlage nach einem Brand nicht mehr zu retten ist, ein Teilabriss wurde daher erwogen. Der Abriss des Gebäudes wurde im Herbst 2010 durchgeführt. Es handelt sich dabei um das Gebäude direkt an der Wupper, zu sehen im unteren Bild links.

## Kultur- und Vereinsleben
- Kath. Kirchengemeinde St. Josef Vogelsmühle

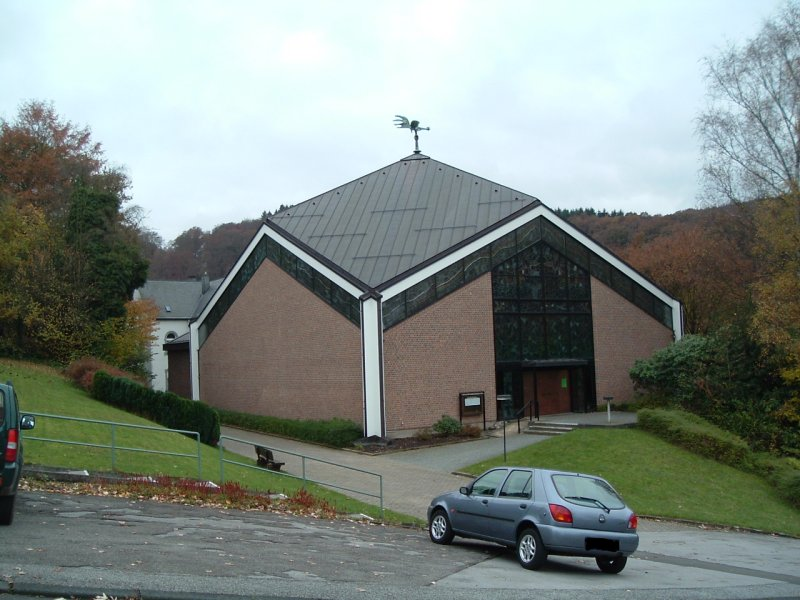
Kirche der Katholischen Gemeinde St. Josef in Vogelsmühle

## Wander- und Radwege
Folgende Wanderwege führen durch den Ort:
- Die SGV-Hauptwanderstrecke X7 (Residenzenweg) von Arnsberg nach Düsseldorf-Gerresheim
- Der Bezirkswanderweg ◇6 (Wupperweg) des SGV-Bezirks Bergisches Land
- Die Straße der Arbeit des SGV-Bezirks Bergisches Land
- Der Wald-Wasser-Wolle-Wander-Weg